# 新生镇 (三台县)
新生镇，是中华人民共和国四川省绵阳市三台县下辖的一个乡镇级行政单位。2019年12月，撤销曙光乡，将其所属行政区域划归新生镇管辖，新生镇人民政府驻老街2号。

## 行政区划
新生镇下辖以下地区：
场镇社区、新生村、杨柳村、长安村、桂林村、花屋村、星五村、木桂村、青杠村、金城村、苏河村、德民村、兴隆村、联合村、石门村、平桥村、严安村、裕民村、双柏村、大垭村、黄桷村、大院村、楼房村、永兴桥村和百胜村。